# リベイロ (DO)

ガリシア州におけるリベイロ (DO)

リベイロ（ガリシア語: Ribeiro）は、スペイン北西部のガリシア州オウレンセ県に所在するワイン産地。スペインワインの原産地呼称制度であるデノミナシオン・デ・オリヘン(DO)では「原産地呼称」(DO)に指定されている。白ワインを主体としている。面積は約30km2であり、13自治体からなる。

## 特徴
2007-08年の総生産量は528万9,000リットルであり、うちスペイン国内出荷量が518万1,000リットル、国外出荷量が10万7,000リットルである。種類別生産量は白ワインが491万1,000リットル、赤ワインが37万8,000リットル。主要な輸出国はアメリカ合衆国、ベルギー、ドイツ。
その大部分はオーク樽発酵を行わず、地元での日常消費用のテーブルワインとして出荷される。スペインの1人あたりワイン消費量は40リットル/年であるが、ガリシア州は137リットル/年にも達しており、ガリシア州でもっとも古いワイン産地であるリベイロが果たす役割は大きい。
ワイン・アドヴォケイト誌のスペイン担当であるルイス・グティエレスは、リベイロを「ガリシア地方最古の産地であり、もっとも高い可能性を秘めている」と評している。リベイロの主要な生産者には「ベアデ・プリマシア」などのポルテラ社、「カサル・デ・メイン」などのビニャ・メイン社がある。

## テロワール

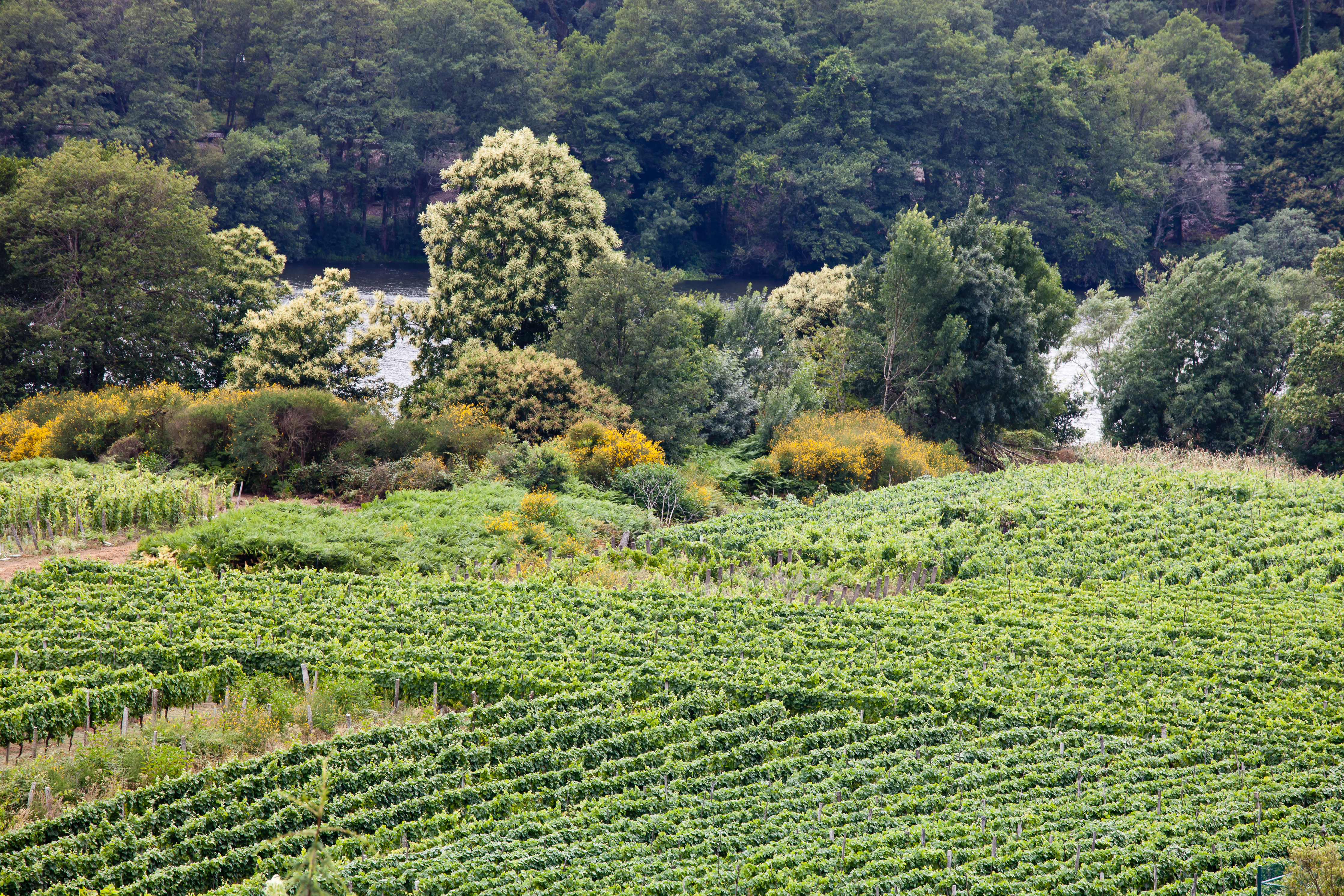
ア・アルノイアにあるブドウ畑

### 地理
ミーニョ川とその支流シル川沿いには、下流からリアス・バイシャス、リベイロ、リベイラ・サクラ、バルデオーラス、ビエルソの5つの原産地呼称産地が並んでおり、リベイロとリベイラ・サクラはオウレンセ県の県都オウレンセを境界としている。リベイロのブドウ畑は、ミーニョ川やその支流のアルノイア川、アビア川、バルバンティーニョ川が形成する谷の標高100-200mの傾斜地に広がっている。

### 土壌
ソカルコス(socalcos)またはボカリベイラス(bocaribeiras)と呼ばれるテラス（階段状の畑地）の使用が一般的である。土壌は花崗岩質や粘土質が多く、有機成分は2-4%の間である。この地域の土壌は酸性の傾向があり、生産者は何らかの方法で土壌を中和している。

### 気候
乾燥した地中海性気候や大陸性気候にあるスペインの多くの産地とは異なり、湿潤な西岸海洋性気候にある数少ない産地のひとつである。海洋性気候と地中海性気候の変移地帯にあるため湿度も温度も高く、年平均気温は摂氏13度である。このような気象条件からブドウは成熟しにくく、高い糖度を必要とする黒ブドウの生産には適していない。
年降水量は800-1,000mmであり、より大西洋に近いリアス・バイシャス (DO)などガリシア州の他産地よりも少ないが、スペインの大部分の産地よりも多い。夏季の３か月間は他の時期に比べて降水量が少ない。年日照時間は約1,800時間とスペインの他産地に比べて少なく、この日照を最大限に受けられるように工夫して植えられている。

## 歴史

### リバダビア
帝政ローマの時代に初めてリベイロにブドウが植えられたとされている。ミーニョ川の水運で大西洋と結ばれているリベイロは、内陸部にありながらワイン生産と輸出の長い伝統を持っている。フランスやスペイン北部からガリシア地方のサンティアゴ・デ・コンポステーラに向かうサンティアゴの巡礼路が活況を呈すると、12世紀頃には巡礼路を歩く巡礼者によってリベイロ産ワインが飲まれた。最盛期には年間200万人もの徒歩巡礼者がいたとされる。
中近世のリベイロは甘口ワインで知られており、アンダルシア地方やカナリア諸島などの産地が甘口ワインを生産し始める遥か前から同様のワインを生産していた。リベイロでは干したブドウ（レーズン）を用いており、白の酒精強化ワインであるリベイロのワインはリバダビア(Ribadavia)と呼ばれた。リバダビアはポルトガルのヴィーニョ・ヴェルデ地方のワインと似通って酸味の強いワインであり、イギリス人にとっては「火のような」きつい酒で、一度飲んだ人間は2日間は酔っぱらって使い物にならなかったという。
16世紀にはエスパーニャ・ベルデと呼ばれるスペイン北岸の各地域にワインを出荷しており、また大西洋に面したガリシア地方の港からは、ドゥエロ渓谷よりもはるかに古くからイングランドに向けてかなりの量のワインが輸出された。イングランドでリベイロ産ワインは、スペインでもっとも品質の高い白ワインとされており、その品質と信頼性には定評があった。リバダビアはスペインでもっとも輸出量の多いワインとなり、ア・コルーニャ港ではリバダビアとして出荷できるワインの規制も行われた。一方で、ジェイムズ・ハウエルは1634年の『模範書簡集』で、「ガリシアの山の中で生産される上品なワインがあるが、海上輸送に堪えられるだけのコクがない。名はリバダビアである」と書いている。16世紀末のフェリペ2世の治世にはスペインとイングランドの関係が悪化し、イングランドへの輸出が制限された上に、他産地の台頭によって販路がガリシア地方内に制限されるようになった。

### 近代
近代には陸上交通網が発達し、18世紀後半にはスペイン各地に相次いで鉄道が敷設された。ガリシア地方は山がちで陸上交通に難があり、またリベイロ周辺にはマドリードやバルセロナのような大都市が存在しないため、輸出を海上輸送に頼っていたリベイロは交易を行う上でもっとも不利な地域のひとつに転落した。
19世紀後半にはヨーロッパ全域でフィロキセラが流行し（19世紀フランスのフィロキセラ禍）、スペインの各産地はフランスなどへの輸出で活況を呈して「スペインワインの黄金時代」と呼ばれる繁栄を享受したが、リベイロは繁栄の波に乗ることができなかった。
ガリシア地方の湿潤な気候は病害虫が蔓延しやすい環境であり、1850年代のうどんこ病と1880年代の灰色かび病はリベイロに大きな打撃を与え、ブドウ栽培を放棄する農民が続出。一方でスペインの他産地に深刻な影響を与えたフィロキセラの被害は少なく、ブドウ畑の2%が被害を受けただけだった。
フィロキセラ後には生産性を重視してパロミノ種など外来品種の植え付けが進んだが、これらの品種はリベイロのテロワールに適していなかった。リベイロでは簡素な器具で小規模に醸造を行うワイナリーが多く、近代的なワイン生産設備への更新が遅れた。とはいえ、保守的とされるガリシア地方では他地域からの生産者の流入は少なく、一定の需要を元にワイン産業が存続していた。

### 現代
1932年にはリオハやヘレスとともに、スペインの原産地呼称制度であるデノミナシオン・デ・オリヘン(DO)において原産地呼称産地として認可されていたが、1957年には原産地規約が制定され、実体としてのリベイロ原産地呼称統制委員会が発足した。
1967年には産地の中心的な町であるリバダビアにリベイロ協同組合のワイナリーが設立され、トレイシャドゥーラ種などの土着種を再評価する動きが進んだ。ガリシア地方最大規模の協同組合型ワイナリーであるリベイロ協同組合や、1988年に設立されたボデガス・ビニャ・メイン社などの工業生産型ワインメーカーが近代的な生産設備を導入し、産地全体の品質向上に大きく貢献した。

## 品種
リベイロ (DO)では白ワインが90%以上を占めており、総生産量における赤ワインの比率は10%に満たない。白ワインでは土着種のトレイシャドゥーラ種から生産されるワインが多く、トレイシャドゥーラ種の他に認可されている品種には、白品種ではアルバリーニョ種やパロミノ種やマカベオ種など、黒品種ではカイーニョ種やアリカンテ種（ガルナッチャ種のこの地域での呼称）やテンプラニーリョ種などがある。今日のリベイロの白ワインは、みずみずしさ、穏やかな酸味、果実味を特徴としている。
- 白品種(8): トレイシャドゥーラ、トロンテス（スペイン語版）、パロミノ、ゴデーリョ（スペイン語版）、マカベオ、ロウレイロ（スペイン語版）、アルバリーニョ、アルビーリョ

- 黒品種(9): カイーニョ（スペイン語版）、カイーニョ・ロンゴ、カイーニョ・ブラボ、アリカンテ（ガルナッチャ）、ソウソン（スペイン語版）、フェロン（スペイン語版）、メンシア（スペイン語版）、 テンプラニーリョ、ブランセリャオ（スペイン語版）